# Clairac
Clairac ist eine Gemeinde mit 2.576 Einwohnern (Stand 1. Januar 2022) in Frankreich im Département Lot-et-Garonne in der Region Nouvelle-Aquitaine.

## Geografie
Clairac liegt am Unterlauf des Flusses Lot, etwa zehn Kilometer oberhalb der Einmündung in die Garonne. Die Brücke über den Lot wurde 1939 eröffnet, nachdem die Hängebrücke von 1831 dem Verkehr nicht mehr gewachsen war.

## Geschichte
- Rund um eine Abtei, die im Jahre 767 durch Pippin „den Kurzen“ gegründet wurde, entwickelte sich ab dem 9. Jahrhundert das Dorf.

- Bereits im 13. Jahrhundert war die Abtei durch 150 Mönche besiedelt, der Abt war verantwortlich für fünf Priorate und 50 Kirchengemeinden. Nach den Wechselfällen des Hundertjährigen Krieges waren nur noch neun Mönche vor Ort, aber schnell füllte sich die Abtei wieder mit Mönchen, und das klösterliche Leben fand seine Fortsetzung.

- 1556 brachte der Mönch André Thevet von einer Reise nach Brasilien Tabaksamen zurück, der in den Gärten der Abtei angepflanzt wurden (fünf Jahre vor Jean Nicot). Ein anderer Mönch brachte von einer Reise in den Mittleren Osten Setzlinge von Pflaumen zurück, deren Weiterzüchtung heute als „Pflaume von Agen“ (frz.: Prune d’Ente) bekannt ist.

- Clairac war in dieser Gegend ein Zentrum der kirchlichen Reform und eine Festung des Protestantismus. 1534 empfängt der Abt von Clairac Johannes Calvin mit seiner Idee, „die Kirche in ihrer ursprünglichen Reinheit wiederherzustellen“. Der Dichter Théophile de Viau (1590–1626), Hugenotte von Geburt, aber Freigeist des Glaubens, wurde in Clairac geboren.

- Da die Stadt durch ihr liberales Gedankengut ständig die zentrale weltliche und geistliche Macht des Staates untergrub, setzte sich Ludwig XIII. persönlich an der Spitze seiner Armee, belagerte Clairac und nahm sie im Jahre 1621 ein.

- Im 17. Jahrhundert war Clairac eine wichtige und blühende Stadt mit hervorragenden Wissenschaftlern:
  - Jacques de Romas (1713–1776), errichtete den ersten Blitzableiter am Schloss Vivens im Jahre 1753 (noch vor Benjamin Franklin).
  - François Labat de Vivens (1697–1780), Physiker und Agrarwissenschaftler, ist der Nachbar und Freund von
  - Montesquieu, der im Schloss von Barry die „Persischen Briefe“ schrieb und sein Werk „Vom Geist der Gesetze“ skizzierte.

- Die Französische Revolution traf Clairac zu einem Zeitpunkt, als die Stadt über eine blühende Wirtschaft verfügte. Gut gelegen, am Eingang des Lot-Tales, exportierte Clairac Wein, Tabak, Pflaumen und alle anderen Agrarerzeugnisse der Region. Die negativen Folgen der Revolution führten zu einem Niedergang der Stadt, die durch den nachfolgenden Verfall der Landwirtschaft, die industrielle Revolution, die Landflucht und viele andere sozioökonomische Veränderungen verstärkt wurden.

- Eine Politik der Reaktivierung des Dorfes hat es erlaubt, Clairac als kleine, aber von immer mehr Touristen besuchte Stadt zu etablieren. In den letzten Jahren wurde dieser Trend durch die Förderung des Wassertourismus am Lot mit Sport- und Hausbooten verstärkt.

## Bevölkerungsentwicklung
| Jahr      | 1962 | 1968 | 1975 | 1982 | 1990 | 1999 | 2009 | 2018 |
| Einwohner | 2545 | 2552 | 2332 | 2393 | 2338 | 2385 | 2432 | 2608 |

## Persönlichkeiten
- Théophile de Viau (1590–1626), französischer Dichter und Dramaturg